# Khirsain
Khirsain (nep. खिर्सेन) – gaun wikas samiti w zachodniej części Nepalu w strefie Seti w dystrykcie Doti. Według nepalskiego spisu powszechnego z 2001 roku liczył on 526 gospodarstw domowych i 2898 mieszkańców (1463 kobiet i 1435 mężczyzn).